# L'Hermitière
L'Hermitière est une ancienne commune française, située dans le département de l'Orne en région Normandie, devenue le 1er janvier 2016 une commune déléguée au sein de la commune nouvelle de Val-au-Perche.
Elle est peuplée de 200 habitantes et habitants.

## Géographie
La commune est à l'ouest du Perche, au sud du Perche ornais. Son bourg est à 4,5 km au nord-ouest du Theil, à 14 km au nord de La Ferté-Bernard, à 16 km au sud-est de Bellême et à 16 km à l'ouest de Nogent-le-Rotrou.
L'Hermitière est dans le bassin de la Loire, par deux de ses sous-affluents, affluents de l'Huisne. Deux de ses affluents parcourent le territoire communal : la moitié occidentale, dont le bourg, est tributaire du ruisseau de Ravine et la moitié orientale d'un plus modeste ruisseau grossi des eaux du ruisseau des Logettes qui marque sur près d'un kilomètre la limite sud.
Le point culminant (209 m) se situe en limite nord-ouest, près du lieu-dit le Clos. Le point le plus bas (105 m) correspond à la sortie du territoire du ruisseau affluent de l'Huisne, au sud-est.
| Saint-Cyr-la-Rosière                                                                                    | Préaux-du-Perche (comm. nouv. de Perche en Nocé) | Préaux-du-Perche (comm. nouv. de Perche en Nocé) |
| Gémages (comm. nouv. de Val-au-Perche, sur environ 120 mètres), Le Theil (comm. nouv. de Val-au-Perche) | L'Hermitière                                     | La Rouge (comm. nouv. de Val-au-Perche)          |
| Le Theil (comm. nouv. de Val-au-Perche)                                                                 | Le Theil (comm. nouv. de Val-au-Perche)          | Le Theil (comm. nouv. de Val-au-Perche)          |

## Toponymie
Le nom de la localité est attesté sous la forme Heremitagium en 1373. Le toponyme est issu du français ermite (latin eremita).
Le gentilé est Hérémitérien.

## Histoire
Le 1er janvier 2016, L'Hermitière intègre avec cinq autres communes la commune de Val-au-Perche créée sous le régime juridique des communes nouvelles instauré par la loi no 2010-1563 du 16 décembre 2010 de réforme des collectivités territoriales. Les communes de Gémages, L'Hermitière, Mâle, La Rouge, Saint-Agnan-sur-Erre et Le Theil deviennent des communes déléguées et Le Theil est le chef-lieu de la commune nouvelle.

## Héraldique
| Blason de L'Hermitière | Blason  | D'or à la croisette ancrée de sable accostée de deux chênes de sinople; à la bordure componée d'argent et de sinople ; au chef d'azur, brochant sur la bordure, chargé d'un triangle d'or accosté de deux colombes essorante et affrontées d'argent. |
| Blason de L'Hermitière | Détails | Le statut officiel du blason reste à déterminer. |

## Politique et administration
| Période                                  | Période       | Identité             | Étiquette             | Qualité                                                                     |
| ---------------------------------------- | ------------- | -------------------- | --------------------- | --------------------------------------------------------------------------- |
| 1945                                     | juin 1995     | Guillaume de Courson | RPF puis UNR puis UDR | Directeur de banque, conseiller général                                     |
| juin 1995                                | mars 2014     | Gilles de Courson    | UMP                   | Directeur de société, conseiller général, vice-président du conseil général |
| mars 2014                                | décembre 2015 | Jean-Luc Ferchaud    | SE                    | Retraité                                                                    |
| Les données manquantes sont à compléter. |               |                      |                       |                                                                             |

Le conseil municipal est composé de onze membres dont le maire et deux adjoints. Ces conseillers intègrent au complet le conseil municipal de Val-au-Perche le 1er janvier 2016 jusqu'en 2020 et Jean-Luc Ferchaud devient maire délégué.

## Démographie
En 2021, la commune comptait 200 habitants. Depuis 2004, les enquêtes de recensement dans les communes de moins de 10 000 habitants ont lieu tous les cinq ans (en 2006, 2011, 2016, etc. pour L'Hermitière) et les chiffres de population municipale légale des autres années sont des estimations.
L'Hermitière a compté jusqu'à 588 habitants en 1851.
| 1793 | 1800 | 1806 | 1821 | 1836 | 1841 | 1846 | 1851 | 1856 |
| ---- | ---- | ---- | ---- | ---- | ---- | ---- | ---- | ---- |
| 421  | 391  | 580  | 527  | 535  | 562  | 561  | 588  | 519  |

| 1861 | 1866 | 1872 | 1876 | 1881 | 1886 | 1891 | 1896 | 1901 |
| ---- | ---- | ---- | ---- | ---- | ---- | ---- | ---- | ---- |
| 490  | 508  | 501  | 457  | 441  | 403  | 422  | 384  | 432  |

| 1906 | 1911 | 1921 | 1926 | 1931 | 1936 | 1946 | 1954 | 1962 |
| ---- | ---- | ---- | ---- | ---- | ---- | ---- | ---- | ---- |
| 383  | 352  | 291  | 292  | 285  | 268  | 261  | 243  | 241  |

| 1968 | 1975 | 1982 | 1990 | 1999 | 2006 | 2011 | 2016 | 2020 |
| ---- | ---- | ---- | ---- | ---- | ---- | ---- | ---- | ---- |
| 216  | 178  | 209  | 268  | 276  | 274  | 265  | 242  | 202  |

## Culture locale et patrimoine

### Lieux et monuments
- Château de l'Hermitière du XVIIIe siècle, avec un colombier et des communs de la fin du XVIIIe siècle et une ancienne tour de défense. Une partie de l'ensemble immobilier, ainsi que quelques décors intérieurs du château sont inscrits au titre des monuments historiques[10].
- Église de la Très-Sainte-Trinité du XVIIe siècle, abritant des fonts baptismaux et une Vierge à l'Enfant  du XVIe, trois retables du XVIIIe et un tableau du XVIIe siècle, classés monuments historiques au titre d'objets[11].

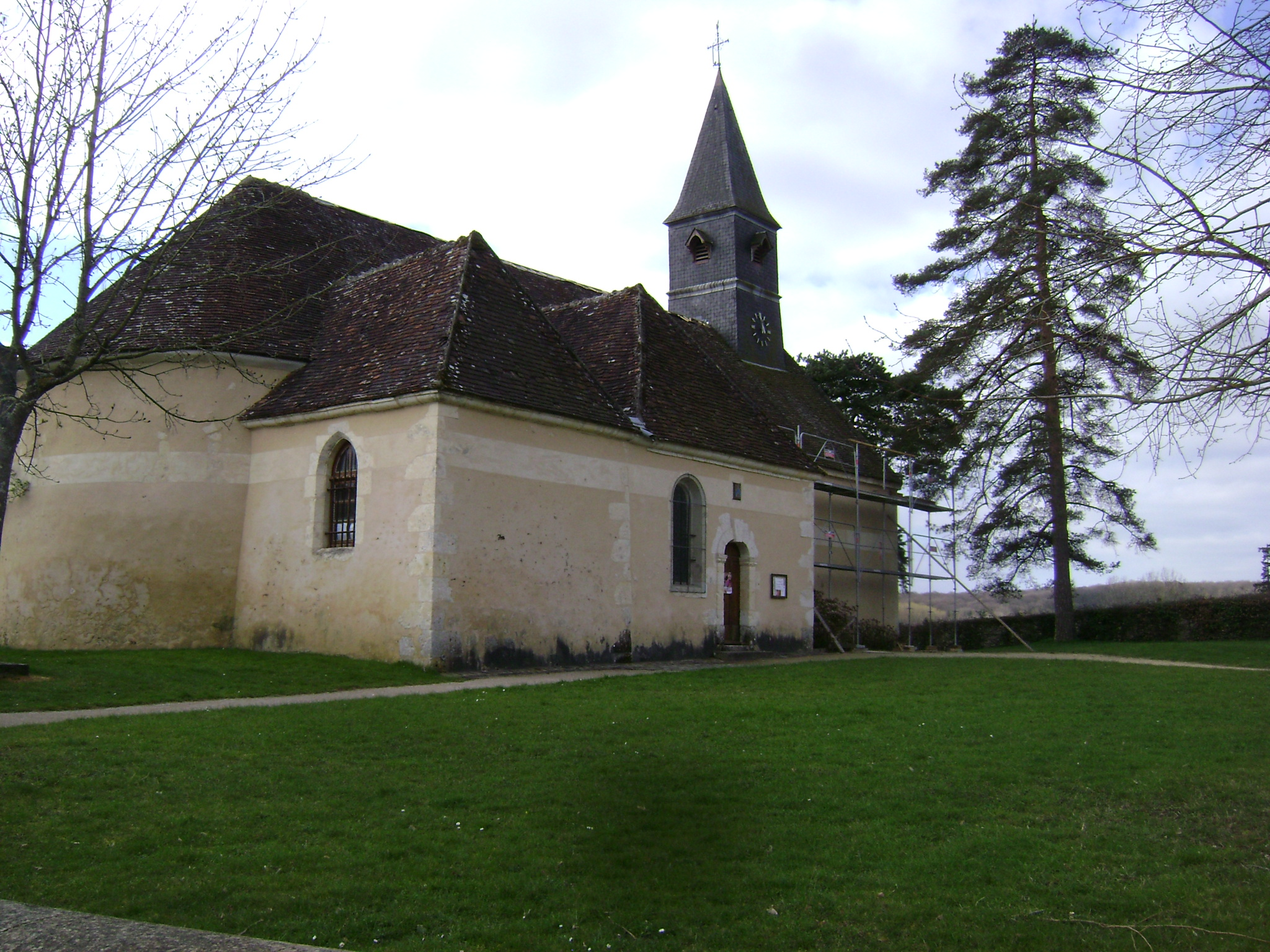
L'église de la Très-Sainte-Trinité.
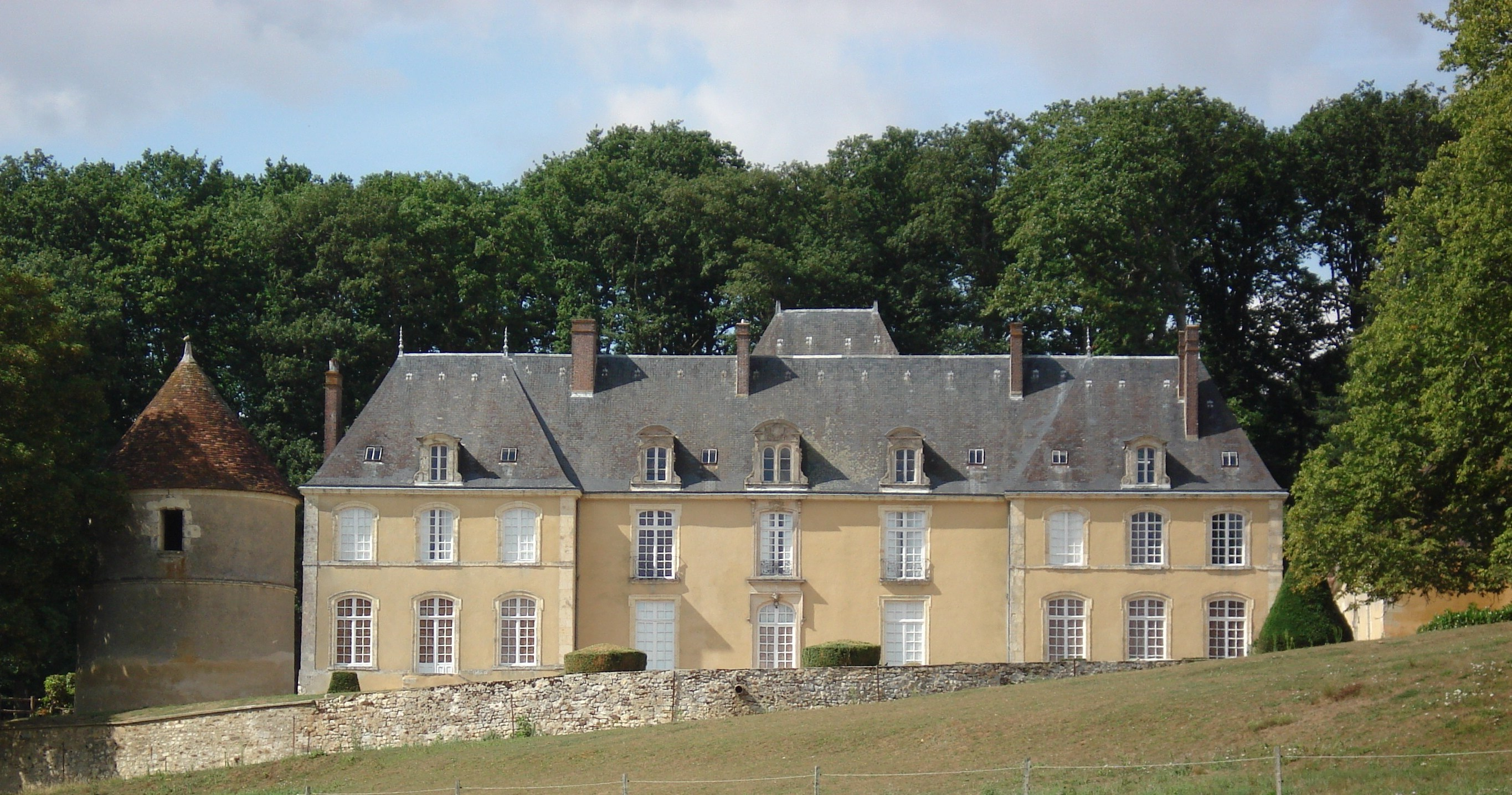
Le château de l'Hermitière.